# امبوری
امبوری (به انگلیسی: Amboori) یک منطقهٔ مسکونی در هند است که در کرالا واقع شده‌است.

## خصوصیات
امبوری ۴۷۵٬۸۹۳ کیلومترمربع مساحت و ۹٬۸۳۹ نفر جمعیت دارد.